# Mallada noumeanus
Mallada noumeanus is een insect uit de familie van de gaasvliegen (Chrysopidae), die tot de orde netvleugeligen (Neuroptera) behoort. 
Mallada noumeanus is voor het eerst wetenschappelijk beschreven door Navás in 1910.